# The Alpha Band
The Alpha Band sono stati un gruppo musicale statunitense.

## Storia
I tre musicisti si conobbero durante la Rolling Thunder Revue di Bob Dylan; si possono ascoltare mentre accompagnano Dylan nell'album live Hard Rain
Il primo album The Alpha Band fu pubblicato nel 1976, spaziando dal country rock al rock-blues; il secondo Spark in the Dark vide una svolta verso il rock mentre il country pur presente venne messo in secondo piano
In questi due album e nel terzo i tre componenti del gruppo utilizzarono alcuni session man per gli strumenti ritmici (basso e batteria) come David Jackson
La critica considera The Statue Makers of Hollywood il loro album più riuscito, in cui l'equilibrio tra rock e blues raggiunse i risultati migliori.
Nel 1978 Dylan chiama Soles e Mansfield per la registrazione dell'album Street Legal e per il tour successivo, da cui verrà tratto il doppio live  Bob Dylan at Budokan.
Il gruppo decise di sciogliersi per lasciare spazio all'attività solista.

## Formazione
- T-Bone Burnett: voce pianoforte, chitarra
- Steven Soles: voce, chitarra
- David Mansfield: violino, mandolino, chitarra

## Discografia

### Albums
- 1976 -  The Alpha Band (Ariola, AL 4102)
- 1977 -  Spark in the Dark (Ariola, AB 4145)
- 1978 -  The Statue Makers of Hollywood (Ariola, AB 4179)

### Raccolte
- 2005 -  The Arista Album (Acadia, ACAD 8091)

### Singoli
- 1977 -  You Angel, You/Not Everything Has A Price (AS 0292)